# المصلى (البحرين)
المصلى قرية تقع على المشارف الغربية للعاصمة المنامة في المحافظة الشمالية من مملكة البحرين. قرية تقع إلى الغرب من قرية طشان والخميس وشمال قرية السهلة.
القرية هي أحد أكثر القرى بروزا في البلاد من خلال الاشتباكات المتكررة ما بين المحتجين المناهضين للحكومة والشرطة خلال احتجاجات 2011.